# Erythrochiton jucundus
Erythrochiton jucundus är en skalbaggsart som först beskrevs av Pierre Émile Gounelle 1913.  Erythrochiton jucundus ingår i släktet Erythrochiton och familjen långhorningar.
Artens utbredningsområde är:
- Paraguay.
- Uruguay.

Inga underarter finns listade i Catalogue of Life.